# Маккэнъю Арата
Маккэнъю Арата (яп. 新田 真剣佑 Арата Маккэнъю); при рождении Маккэнъю Маэда (яп. 前田 真剣佑 Маэда Маккэнъю, род. 16 ноября, 1996 года) — японский актёр, родившийся 16 ноября 1996 года в историческом районе Маленький Токио в городе Лос-Анджелес, Калифорния, США. Сын японского актера, продюсера, режиссера и мастера боевых искусств Сонни Тиба. Стал известным благодаря роли Арата Ватая в лайв-экшн трилогии Яркая Чихая. За эту роль Маккэнъю получил премию «Новичок года» на 40-й премии японской киноакадемии. Еще одна известная роль - злодей Юкисиро Эниси в 5-й части лайв-экшена Бродяга Кэнсин: Последняя глава.

## Биография
Маккэнъю Маэда, более известный как Маккэнъю Арата, родился 16 ноября 1996 года в Лос-Анджелесе в семье японских родителей Тамами и Сонни Тиба. У него есть единокровная старшая сестра Дзюри (Джулия) Манасэ (дочь его отца от предыдущего брака) и родной младший брат по имени Гордон Маэда. Маккэнъю учился в средней школе Беверли-Хиллз по программе Advanced Placement Program. В подростковом возрасте снялся в нескольких фильмах и телешоу, в том числе в телевизионном мини-сериале «Team Astro (Astro Kyūdan)» (2005) и японском художественном фильме «Oyaji» (2007), так как большую часть времени он уделял обучению в школе. В детстве у Маккэнъю было много интересов. Он научился верховой езде и ябусамэ в возрасте 7 лет, практиковал киокушин каратэ с 8 лет и занял 3-е место на национальном чемпионате киокушин каратэ США в средней школе. В старшей школе он занимался гимнастикой, водным поло и борьбой, став представителем школы для последних. Он также увлекался музыкой, играл на пианино с 10 лет, а позже участвовал в духовом оркестре своей средней школы в Беверли-Хиллз, играя на саксофоне и флейте.
В 15 лет Маккэнъю посмотрел японский фильм и актер, сыгравший в нем главную роль, вдохновил его на то, чтобы заняться профессиональным актерским мастерством. В начале своей актерской карьеры в Японии он продолжал мечтать о том, чтобы сыграть вместе с этим актером. Позже, после того как Маккэнъю снялся в экранизации «Храбрые: Ультрамариновые войны (Brave: Gunjō Senki)» он поделился, что его кумиром был покойный Харума Миура, который в «Храбрых» сыграл роль военачальника Мацудайра Мотоясу, более известного как основателя династии сёгунов Токугава - Токугава Иэясу.
В 2014 году в возрасте 16 лет Маккэнъю получил свою первую главную роль в полнометражном фильме «Рискни (Take a Chance)». В 2015 году был показан в популярном короткометражном фильме «Я вернулся (Tadaima)» о японской семье, страдающей от последствий Второй мировой войны. За эту роль он получил награду в номинации «Лучшая мужская роль второго плана» на фестивале Asians On Film Festival. В том же году он решил продолжить обучение актерскому мастерству в Японии, заявив, что Япония будет для него лучшим местом для учебы из-за разнообразия ролей, доступных для молодых актеров.

## Личная жизнь
Он женился на девушке, не являющейся знаменитостью, с которой встречался долгое время, они объявили о своем браке в начале января.

## Рекламное сотрудничество
В 2018 году Маккэнъю стал амбассадором японского бренда мужской косметики GATSBY. Снялся в рекламном ролике GATSBY Cop вместе с популярным японским актером Юя Ягира.

## Фильмография

### Фильмы
| Год  | Название                                                   | Роль                       | Примечание   | Ссылка |
| ---- | ---------------------------------------------------------- | -------------------------- | ------------ | ------ |
| 2015 | Я вернулся                                                 | Джордж                     |              | [ 7 ]  |
| 2015 | Камен Райдер Драйв: Удивительное будущее                   | Эидзи Томари               |              | [ 8 ]  |
| 2015 | Рискни                                                     | Маса                       | Главная роль | [ 9 ]  |
| 2016 | Яркая Чихая 1                                              | Арата Ватая                |              | [ 10 ] |
| 2016 | Яркая Чихая 2                                              | Арата Ватая                |              | [ 11 ] |
| 2016 | Девушки                                                    | Хикару Макисэ              |              | [ 12 ] |
| 2016 | Горько-сладкий                                             | Ацуси Бабадзоно            |              | [ 12 ] |
| 2017 | Чирлидерша                                                 | Коскэ Ямасита              |              | [ 13 ] |
| 2017 | Невероятные приключения ДжоДжо: Несокрушимый Алмаз Глава I | Окуясу Нидзимура           |              | [ 14 ] |
| 2017 | Красотка                                                   | Кадзуя «Тодзи» Тодзигамори |              | [ 12 ] |
| 2018 | Тихоокеанский рубеж 2                                      | Кадет Рёити                |              | [ 12 ] |
| 2018 | Яркая Чихая 3                                              | Арата Ватая                |              | [ 15 ] |
| 2018 | Овердрайв                                                  | Наодзуми Хияма             | Главная роль | [ 16 ] |
| 2018 | Невозможность защиты                                       | Асао Момосэ                |              | [ 12 ] |
| 2018 | Код Синий                                                  | Акио Кисида                |              | [ 12 ] |
| 2019 | 12 ребят, которые хотят умереть                            | Синдзиро                   | Главная роль | [ 12 ] |
| 2019 | Токийский гуль 2                                           | Сота                       |              | [ 12 ] |
| 2019 | Вторая страна                                              | Хару (голос)               |              | [ 17 ] |
| 2020 | Кайдзи: Последняя игра                                     | Минато Хиросэ              |              | [ 18 ] |
| 2020 | 30 минут до прощания                                       | Аки Мията                  | Главная роль | [ 19 ] |
| 2020 | Тонкацу: DJ Агэтаро                                        | Гость VIP-комнаты          | Камео        | [ 20 ] |
| 2021 | Храбрые: Ультрамариновые войны                             | Аои Нисино                 | Главная роль | [ 21 ] |
| 2021 | Конец безымянного мира                                     | Макото                     | Главная роль | [ 22 ] |
| 2021 | Бродяга Кэнсин: Последняя глава                            | Юкисиро Эниси              |              | [ 23 ] |
| 2022 | Стальной алхимик: Месть Шрама                              | Шрам                       | Главная роль |        |
| 2022 | Стальной алхимик: Финальная Трансмутация                   | Шрам                       | Главная роль |        |
| 2023 | Рыцари Зодиака                                             | Рыцарь Пегас               | Главная роль | [ 24 ] |

### Телесериалы
| Год      | Название                               | Роль            | Телеканалы | Примечание                | Ссылка |
| -------- | -------------------------------------- | --------------- | ---------- | ------------------------- | ------ |
| 2015     | Я подарю тебе мечту                    | Масаки          | Wowow      | Мини-сериал               | [ 25 ] |
| 2016     | Сакурасаку                             | Иппэй           |            | Главная роль, мини-сериал | [ 26 ] |
| 2016     | Завтра я снова создам нашу любовь      | Сота            | Fuji TV    | Главная роль, мини-сериал | [ 27 ] |
| 2016     | Мечта о духовом оркестре               | Рэн Китора      | TBS        |                           | [ 28 ] |
| 2017     | Это сделали мы                         | Итихаси Тэцуто  | Fuji TV    |                           | [ 29 ] |
| 2018     | Поцелуй который убивает                | Такаудзи Намики | NTV        |                           | [ 30 ] |
| 2019     | Две Родины                             | Ю Амада         | TV Tokyo   | Мини-сериал               | [ 31 ] |
| 2019     | Наша дорогая Сакура                    | Аои Кидзима     | NTV        |                           | [ 32 ] |
| 2020     | Убийства по удаленке                   | Номура Юсаку    | NTV        | Главная роль              | [ 33 ] |
| 2021     | Конец безымянного мира: Полгода спустя | Макото          | dTV        | Главная роль              | [ 22 ] |
| 2021     | Ворон зала суда                        | Бунта Исикура   | Fuji TV    |                           | [ 34 ] |
| 2023–н.в | Ван Пис                                | Ророноа Зоро    | Netflix    | Главная роль              | [ 35 ] |
| 2025     | 19-я медицинская карта                 | Кодзиро Того    |            | [ 36 ]                    |        |

## Награды и номинации
| Год  | Награда                                      | Категория                  | Работа        | Результат | Ссылка |
| ---- | -------------------------------------------- | -------------------------- | ------------- | --------- | ------ |
| 2015 | Asians On Film Festival                      | Лучший актер второго плана | Tadaima       | Победа    | [ 37 ] |
| 2016 | 41-я кинопремия Hochi                        | Лучший новый артист        | Яркая Чихая 1 | Номинация | [ 38 ] |
| 2017 | 71-я премия Майнити                          | Лучший новый актер         | Яркая Чихая 1 | Номинация | [ 39 ] |
| 2017 | 40-я премия Японской Академии Кинематографии | Новичок года               | Яркая Чихая 1 | Победа    | [ 40 ] |
| 2018 | 43-я кинопремия Hochi                        | Лучший актер второго плана | Овердрайв     | Номинация | [ 41 ] |